# اچ‌ال‌ال
اچ‌ال‌ال (انگلیسی: HLL) شرکت مراقبت سلامت هندی است، که در سال ۱۹۶۶ تأسیس شد.